# Johann Heinrich Schloifer
Johann Heinrich Schloifer (* 2. Oktober 1720 in Oldenburg; † 1. Juni 1783 ebenda) war ein deutscher Kanzleiassessor und Archivar der Grafschaft Oldenburg und des Herzogtums Oldenburg.

## Leben
Schloifer stammte aus einer angesehenen, ursprünglich in Württemberg beheimateten Familie, die eine Reihe von Theologen und später einige führende Beamte des Großherzogtums Oldenburg hervorbrachte.
Er war der Sohn des Oldenburger Rats und Kaufmanns Hayo Friedrich Schloif(f)er (1692–1740) und dessen Ehefrau Maria Elisabeth geb. Stö(h)r (* 1693), die in erster Ehe mit dem Krämer Balthasar Schörner verheiratet gewesen war. Er wuchs in Oldenburg auf, besuchte das Alte Gymnasium und studierte von 1738 bis 1740 Rechtswissenschaften an der Universität Leipzig. 1742 trat er als Kanzleiassessor in den oldenburgischen Staatsdienst und wurde mit der Verwaltung des Archivs der zu dieser Zeit unter dänischer Hoheit stehenden Grafschaften Oldenburg und Delmenhorst betraut, das er über vierzig Jahre lang bis zu seinem Tode leitete.
Gemeinsam mit 1746 gründete er zusammen mit Johann Michael Herbart, dem Rektor des Gymnasiums, die Oldenburgischen Nachrichten von Staats-, gelehrten, und bürgerlichen Sachen, die als Wochenblatt die erste regelmäßig in Oldenburg erscheinende Zeitung war und als Publikationsorgan der kleinen, geistig aufgeschlossenen Bildungsschicht der Residenzstadt galt. Diese war allerdings zu klein, um die wirtschaftliche Existenz der Zeitung dauerhaft zu sichern und musste 1748 aus finanziellen Gründen ihr Erscheinen einstellen.
Für die Zeitung verfasste Schloifer einige Beiträge zur oldenburgischen Landesgeschichte, wobei er sich bemühte, vorhandene Geschichtsquellen, wie etwa die von Hermann Hamelmann zusammengestellten Genealogien in der Oldenburgischen Chronik, zu korrigieren. Auf Anregung des dänischen Statthalters in Oldenburg Graf Lynar, zu dessen kleinem Diskussionszirkel Schloifer zählte, verfasste er 1754 eine geographisch-historische Beschreibung der Grafschaften Oldenburg und Delmenhorst. Diese wurde später ohne Wissen Schloifers in dem von Anton Friedrich Büsching herausgegebenen Magazin für neuere Historie und Geographie veröffentlicht. 1775 gab er einen dritten Ergänzungsband zu Johann Christoph von Oetkens Corpus Constitutionum Oldenburgicarum heraus, der als Nachtrag zu diesem Werk die in der Zeit von 1748 bis 1775 erschienenen Verordnungen enthielt, und erstellte auch statistische Tabellen und Angaben des Oldenburgischen (Staats)-Kalenders.
Schloifers Hauptinteresse galt allerdings der Landesgeschichte, die unter dem Einfluss der Aufklärung für die gebildete Schicht der Grafschaft an Bedeutung gewann. In dem Pfarrer Sibrand Meyer und dem Amtmann Alarich von Witken fand er dazu interessierte Mitstreiter. Da Schloifer als Archivar ungehinderten Zugang zu allen historischen Quellen hatte, nutzte seine berufliche Stellung, um die Geschichte Oldenburgs zusammenzutragen. Wegen seines Gesundheitszustandes konnte er vor seinem Tod allerdings nur noch einige als Manuskripte erhaltene Teilstücke fertigstellen. Diese unterscheiden sich von den Ende des 18. Jahrhunderts weit verbreiteten historisch-statistischen Landeskunden, da sie über die die gegenwärtigen Verhältnisse erklärenden Funktion weit hinaus reichte. Gerhard Anton von Halem nutzte Schloifers Manuskripte für seine 1794 bis 1796 verfasste Geschichte des Herzogtums Oldenburg, für die Schloifers Werk eine Art Vorstufe darstellt und die Halem dankbar und lobend annahm.

## Familie
Schloifer heiratete am 25. April 1748 Anna Elisabeth Henriette geb. Gries (getauft 1728), die Tochter des oldenburgischen Kammerrats Peter Gries († 1741). Der gemeinsame Sohn Friedrich Johann Adolf (1749–1807) wurde oldenburgischer Kammerrat, sein Enkel Johann Heinrich Jakob (1790–1867) wurde erster konstitutioneller Ministerpräsident des Großherzogtums Oldenburg.

## Werke
- Geographisch-Statistische Beschreibung der Grafschaften Oldenburg und Delmenhorst. Veröffentlicht in Büschings Magazin für die neuere Historie und Geographie. Bd. 3, Leipzig, 1769. S. 105–154.
- Schreiben des Kanz leiassessors und Archivars J. H. Schloifer an den Oberkonsistorialrat Büsching in Berlin, dessen Magazin für Historie und Geographie, Teil 3, Stück 4 betreffend. Vom 24. 1. 1770. Veröffentlicht in: Oldenburgische Blätter. 1829, S. 197–200, 209–212, 219–220, 233–235.
- Corpus Constitutionum Oldenburgicarum oder Verordnungen in denen beiden Grafschaften Oldenburg und Delmenhorst, Supplementband 3. Oldenburg, 1775.
- Die Grafschaften Oldenburg und Del menhorst. Ohne Ortsangabe, ohne Jahresangabe.
- Das jetzige Herzogtum Oldenburg oder die Grafschaften Oldenburg und Delmenhorst. Ohne Ortsangabe, ohne Jahresangabe.
- Versuch einer ausführlichen Staats-Geschichte und historisch-politisch-geographischen Beschreibung der Grafschaften Oldenburg und Delmenhorst nebst der Historie der Regenten derselben. Ohne Ortsangabe, ohne Jahresangabe.
- Staatsgeschichte und historisch-politisch-geographische Beschreibung der Grafschaften Oldenburg und Delmenhorst. Ohne Ortsangabe, ohne Jahresangabe (Entwürfe und Reinschriften).